# دانيال دبليو. بيل
دانيال دبليو. بيل (بالإنجليزية: Daniel W. Bell)‏ هو محامي أمريكي، ولد في 23 يوليو 1891 في كيندرهوك في الولايات المتحدة، وتوفي في 4 أكتوبر 1971 في واشنطن العاصمة في الولايات المتحدة.

## وصلات خارجية
- دانيال دبليو. بيل على موقع إن إن دي بي (الإنجليزية)